# Pronleroy
Pronleroy é uma comuna francesa na região administrativa de Altos da França, no departamento de Oise. Estende-se por uma área de 8,97 km². Em 2010 a comuna tinha 391 habitantes (densidade: 43,6 hab./km²).